# Kulturområde
| - – Västvärlden - – Östortodoxa världen - – Muslimska världen - – Sinosfären (minus Japan) - – Latinamerikanska världen - – Subsahariska Afrika | - – Hinduistiska världen - – Buddhistiska världen - – Anglokoloniala Sydamerika - – Israel - – Japan - – Sydpolen (ej kulturområde) |

| Vänster bild visar en kulturkarta utarbetad av Clark Wissler som redovisar indianska kulturområden inom USA:s territorium, 1948. |

Ett kulturområde är en region (område) med relativt homogen mänsklig aktivitet. Alltså ett geografiskt område där socialt överförda beteenden hos människor; som värderingar, normer, ritualer, språk, artefakter, kort sagt kultur, sammanfaller i hög grad. Dessa områden är främst geografiska, inte historiska.
Likheterna inom ett kulturområde beror på att populationer som under århundraden bebott samma område har utvecklat likartade sätt att anpassa sig till den naturliga miljön. Den teoretiska utgångspunkten för indelningen av världens kulturer är kulturekologisk men själva indelningen är deskriptiv och konstaterande.
Begreppet används bland annat inom kulturantropologi, kulturgeografi och arkeologi.

## Utveckling
Kulturområde som koncept inom kulturantropologi är när en geografisk region och en avgränsad tidsperiod (age area) karaktäriseras av en uniform miljö och kultur. Konceptet tar sin början i det sena 1800-talet som ett sätt för musiekuratorer och etnologer att arrangera och klassificera etnografiska utställningar. Begreppet har sitt ursprung i geografen Friedrich Ratzels teorier om regionindelning.
Clark Wissler och Alfred Kroeber utvecklade konceptet vidare med utgångspunkt i tidsbeständiga kulturella uppdelningar. Wissler och Kroebers indelning av pre-kolumbianska Nordamerika uppvisar en utpräglad överensstämmelse mellan klimat, försörjningssystem, bostadsform, samhällsstruktur och språk i tio områden. För Afrika har det gjorts en mycket detaljerad indelning i 26 områden. Oceanien delas in i fyra områden. Europa och Asien är svårare att dela in.
Begreppet kritiseras av vissa, som hävdar att klassificeringsgrunderna är godtyckliga. Men andra forskare håller inte med och uppdelningen av mänskliga samhällen i kulturområden fortsätter att vara en vanlig metod inom samhällsvetenskapen. Definierandet av kulturområden upplever ett förnyat praktiskt och teoretiskt intresse medan samhällsvetare utför mer forskning på processer av kulturell globalisering.

## Kulturella musikområden
Ett musikområde är ett kulturområde som definieras enligt musikaliska aktiviteter, det kan antingen stämma överens med eller överlappa de kulturområdesindelningar som gjorts i en given region. Enligt Bruno Nettl kan världen delas in i tre större musikområden, var och en omfattande en "kultiverad" eller klassisk musik som är områdets mest utvecklade och komplexa form tillsammans med närliggande folkmusikaliska stilar. De senare interagerar med den kultiverade stilen samt med förhistoriska stilar.:
- Europeisk musik och Afrikansk musik
  - baserat på delade isometriska material, diatoniska skalor, samt polyfoni baserat på parallell ters, perfekt kvart, och perfekt kvint.
- Nordafrikansk musik, syd- och sydvästasiatisk musik inklusive indonesisk musik
  - baserat på delade små intervall inom skalor, melodier och polyfoni
- Amikansk indianmusik, östasiatisk musik, inuitmusik och finsk-ugrisk musik
  - baserat på delade stora steg i pentatoniska och tetratoniska skalor

Nettl tillägger även att man finner liknande musikaliska egenskaper i åtskiljda områden, vilket tyder på generella utvecklingsprocesser för musikaliska uttryck.

## Moderna kulturområdesindelningar

### Världen
Burton et al (1996) gör en indelning av världen i nio eller tio kulturområden, baserat på variation i social struktur, framför allt släktskapsband. Indelningen bygger på en omfattande statistisk analys av 351 samhällen världen över. Områdena är:
- Sub-sahariska Afrika: Afrika söder om Sahara
- Centrum av Gamla världen: Nordafrika och hela Eurasien utom Ryssland och Sydöstasien
- Norra Eurasien och Ishavet: Europa, Ryssland, och Inuit-områden
- Södöstasien och Stillahavsöarna: Sydostasien från Myanmar över Indonesien till Polynesien
- Nya Guinea och Australien: Nya Guinea, Australien och Melanesien
- Nordvästkusten av Nordamerika: södra Alaska och nordvästra Kanada
- Nordvästra och västra Nordamerika: västra USA och resten av Kanada
- Meso-, Centralamerika och Anderna: från Arizona till Colombia och Anderna-regionen
- Östra Amerika: från östra USA över Karibien till Brasilien
- Södra Sydamerika: Sydamerikas södra spets

En senare studie bekräftar indelningen och förklarar den med en kombination av kulturell och demisk spridning

### Sverige
Kulturantropologen Jan Ovesen delar in folkkulturen i Sverige i sju kulturområden. Dessa är:
- Yttre Sydvästsverige: Skåne och Halland
- Inre Sydvästsverige: Västergötland och västra Småland
- Östsverige: östra Småland, Östergötland, Södermanland, östra Uppland samt Öland och Gotland
- Övre Västsverige: Bohuslän, Dalsland och Värmland
- Inre Svealand: Närke, sydöstra Västmanland, västra Uppland och sydöstra Gästrikland
- Bergslagen: Västmanland och sydöstra Dalarna
- Nordsverige: Dalarna norr om Falun, norra Gästrikland och Norrland

Indelningen baseras främst på skillnader i materiell kultur.